# Androctonus australis
Androctonus australis este un scorpion care aparține familie Buthidae, genul Androctonus. El este un scorpion, care poate ajunge la 10 - 12 de centimetri lungime. Culoare corpului este galben, subspeciile fiind mai întunecate, în special metasoma și telsonul. Metasoma este foarte voluminoasă în coparație cu alți scorpioni. Androctonus australis se hrănește cu insecte, șopârle și rozătoare mici.

## Reproducere
Reproducerea este însoțită de un dans nupțial. Masculul depune spermatoforul pe substrat și ghidează femela cu ajutorul pedipalpilor, astfel încât spermatoforul să pătrundă în orificiul ei genital. Fecundația este internă. Perioadă de gestație durează 4 - 6 luni. Femelă dă naștere la 30 - 90 tineri, care vor trăi pe spatele mamei până la prima năpârlire. Androctonus australis trec prin 7 - 8 năpârliri până a ajunge la maturitate. Acest scorpion trăiește în jur de 5 ani.

## Venin
Androctonus australis posedă un venin extrem de toxice care poate provoca moartea omului, mai ales la copii, vârstinci sau bolnavi. Chiar dacă, în unele cazuri, înțeparea de către acesta nu provoacă decesul, intoxicare aduce mari prejudicii sănătății, adesea ireversibile.

## Răspândire
Androctonus australis locuiesc în regiunele deșert din Afganistan, Algeria, Egipt, Irak, Iran, Israel, Libia, Mauritania, Somalia, Sudan, Ciad și Tunisia. Uneori acestă specie poate figăsită în localitățile și casele umane. De obicei acest scorpion nu sapă vizuini, ci se adăpostește printre stânci. 

## Subspecii
- Androctonus australis ausralis;
- Androctonus australis libycus - (Libia), cu telson negru;
- Androctonus australis hector - (Africa de Nord) cu telson maro;
- Androctonus australis finitimus - (India);
- Androctonus australis baluchicus - (Pakistan și India).